# 莊賈 (齊國)
莊賈（?—?），春秋時代齊國的大臣，擔任司馬穰苴部隊的監軍，因集會遲到，被處死。

## 簡介
齐景公命穰苴为将军，穰苴為樹立威信，請景公派大臣為監軍，景公派了寵臣莊賈，穰苴與莊賈約曰：“第二天中午，在軍營正門見面。”莊賈一向驕橫，和亲戚飲酒相送，閱兵時遲到，穰苴依軍法斬殺了莊賈。
但莊賈被捕時，秘密派人至宮中求救，不久，景公派特使駕車奔馳，前來向穰苴传达了景公特赦庄贾的命令，穰苴回答：“将領領導部隊時，有時可以不接受君主的命令。”穰苴問军正：“在部隊中奔馳，該當何罪？”军正回答“当斩”，来使大惧，恳求饶命。穰苴说：“他是君主的特使，不可以殺他。”遂釋放了特使，斬殺了車夫，又命令武士拆车，把马砍死，以示三军。